# Лангадас (дим)
Лангада́с (греч. Δήμος Λαγκαδά) — община (дим) в Греции в периферийной единице Салоники в периферии Центральная Македония. Население 41 103 жителей по переписи 2011 года. Площадь 1222,65 квадратных километров. Плотность 33,62 человек на км². Административный центр — Лангадас, исторический центр — Лаханас. Димархом на местных выборах 2019 года избран Иоаннис Тахмадзидис (Ιωάννης Ταχματζίδης).
В 1918 году (ΦΕΚ 152Α) создано сообщество Лангадас (Κοινότητα Λαγκαδά). В 1933 году (ΦΕΚ 33Α) создана община Лангадас. В 1997 году (ΦΕΚ 244Α) к общине добавлен ряд населённых пунктов. В 2010 году (ΦΕΚ 87Α) по программе «Калликратис» к общине добавлены упразднённые общины Лаханас, Асирос, Сохос, Калиндия, Корония и Вертискос.